# Eloi Yebra
Eloi Yebra Byreu (19 d'octubre de 1980) és un actor, còmic, MC, selector de reggae, doblador i monologuista català.
Ha participat en nombroses pel·lícules, sèrie i programes de televisió i obres de teatre a Espanya entre les quals destaquen Barrio i Torrente 2, missió a Marbella, entre moltes altres.

## Biografia
Aquest actor, còmic, MC, selector de reggae, doblador i monologuista, neix a Barcelona el 19 d'octubre de 1980. Eloi Yebra dona els seus primers passos com a actor a l'escola de teatre El Timbal de Barcelona en 1994. Espera pacientment un paper fent càstings fins que en 1996 li agafa David Trueba per a la bona vida. Gràcies per la propina, Carreteres Secundàries i la tv-movie Primera Jugada per TV3 van ser els seus següents treballs. Va ser en 1997 quan Eloi Yebra va interpretar el seu primer paper protagonista en Barri, amb Fernando León de Aranoa. A partir de llavors, treballarà en nombroses pel·lícules, obres de teatre, sèries i programes de televisió, com a Torrent 2, A+, La Cosa Nostra amb Andreu Buenafuente, Manolito Gafotas, Muchachada Nui i L'Enemic de la classe entre moltes altres.
En 2005 va ser guardonat amb el Premi a la millor interpretació masculina en el Festival Internacional d'Alcalá d'Henares al costat dels cinc protagonistes del curtmetratge El Despropòsit, i en 2008 amb el Premi a la millor interpretació masculina en el Festival Internacional d'Elx pel curtmetratge Limoncello.
Alterna la seva professió d'actor amb la música HipHop amb el pseudònim TCap Leviatán i ja ha tret dos discos, un en solitari amb el títol Paraules i un altre amb el seu grup Punt De Trobada, amb el títol El Millor Disc De l'Any. A més de les seves conegudes sessions de Reggae Mal Yebra Mai Mor session Vol. Juan i Vol. Chus.

## Cinema
- Tres días en Pedro Bernardo - 2015. Daniel Andrés Sánchez. OPH Producciones
- Nageki – 2014. Rubén Dos Santos. Accidental Frame, CCS Films
- 3 bodas de más – 2013. Javier Ruiz Caldera. Antena 3 Films, Apaches Entertainment, Ciskul, Think Studio
- S.O.R. – 2013. Fernando Simarro. Activa Films
- Casting – 2013. Jorge Naranjo. Gauger Films, Nana Films
- Una historia real – 2012. Alberto Fernández Argüelles. Filmia
- N-949 – 2012. Nacho Recio
- Arcilla sobre asfalto – 2010 Patricia Sardá. Imaginaria
- La voz de Hans – 2010. Luca Vacchi. Polar Star Films S.L.
- La curiosa conexión de Juanentonce y Kripton — 2010. Santi Moga. Escándalo Films
- Campamento Flipy — 2010. Rafa Parbus. Esa Mano Amiga - Disney
- Barceloneta.com — 2009. Nuria Ràfols. Metrocurt
- Sexykiller, morirás por ella — 2008. Miguel Martí. Mediapro – Warner Bros. – Ensueño Films
- Buen viaje — 2008. Irene Zoe Alameda. Story Lines
- Limoncello — 2007. Luis Alejandro Berdejo. Koldo ZuaZua P.C. Premi a la millor interpretació masculina, Festival Internacional d'Elx 2008
- Bienvenido a casa — 2005. David Trueba. F. Trueba P.C.S.A. – Kaplan S.A. – Olmo Films S.L.
- El despropósito — 2005. Zoe Berriatúa. Koldo ZuaZua P.C. Premi a la millor interpretació masculina, Festival internacional de Alcalá de Henares 2005
- Interior (noche) — 2004. Miguel Ángel Cárcano. LaNave – I+D+C – Ecam. Interpretació improvisada
- A+ — 2002. Xavi Rivera. Amas – Lateco
- Bamboleho — 2002. Luis Prieto. Factotum
- El paraíso ya no es lo que era — 2000. Francesc Betriu. LolaFilms
- Torrente 2: Misión en Marbella — 2000. Santiago Segura. Amiguetes Entertainment S.L. – LolaFilms
- La mujer más fea del mundo — 1999. Miguel Bardem. Aurum S.A.
- Barrio — 1998. Fernando León de Aranoa. Elías Querejeta P.C.S.L.
- Carreteras secundarias — 1997. Emilio Martínez Lázaro. F. Trueba P.C.S.A. – Kaplan S.A. – Olmo Films S.L.
- Gràcies per la propina — 1996. Francesc Bellmunt. Fair – Play Produccions S.A.
- La buena vida — 1996. David Trueba. F. Trueba P.C.S.A. – Kaplan S.A. – Olmo Films S.L.

## Teatre
- Victoria – 2015. Álvaro Morte. 300 Pistolas. MicroTeatro
- San Jordi, ahora más que nunca – 2014. Eloi Yebra, Críspulo Cabezas. Casal Català de Costa Rica
- El refugio – 2012. Josetxo San Mateo. MiniTeatres
- Seamos realistas – 2012. Patricia Ordás. MicroTeatro
- Madre de mi vida – 2012. Patricia Ordás. MicroTeatro
- Poesía bombo y caja (La poesía castellana a ritmo de hiphop – 2009-Actualidad Eloi Yebra, Críspulo Cabezas, LaMeka55 – Pop Producciones
- Soy rapero de gorra – 2010-Actualidad. Eloi Yebra. La T. Monologo
- Victoria – 2011. Álvaro Morte. 300 Pistolas. MicroTeatro
- El enemigo de la clase — 2007-2009. Marta Angelat. EntreCajas Producciones Teatrales – Germinal
- La noche del oso — 2003-2004. Ernesto Caballero. Teatro El Cruce P.C.
- No more problems (Espectacle de varietés) – 1993-2000. Isabel Yebra. No More Problems

## Televisió
- La que se avecina – 2015. Alberto Caballero, Laura Caballero. Contubernio. Telecinco
- Cuarto milenio – 2013. Manuel Romo. Cuarzo Producciones. Cuatro
- Solocomedia.com (El casting) – 2013. Ángel Martín. Solocomedia.com
- Big bamboo – 2012. Jorge Naranjo. Nana Films
- Free radio – 2011. Rafa Parbus. Hill Valey
- Arrayán – 2011. Leo Vega. Linze TV. Canal Sur
- Museo Coconut – 2010. Ernesto Sevilla. HillValey. Antena Neox
- Gentuza – 2010. Eloi Yebra, Crispulo Cabezas. La T Producciones - Pop Producciones. Internet
- Connexions La Mussarra — 2009. Sergi Vizcaíno. Esguinze Image. Xarxa de televisions de Catalunya
- Muchachada nui ("Perro muchacho") — 2007-2009. Julián López. HillValley. TVE2
- El programa de José Mota (Casino Royal) — 2009. José Mota. HillValley. TVE1
- Cuarto Milenio (Diarios del miedo) - Cuenta la leyenda — 2008. Jorge Blas. Producciones Digitales Milenio3 S.L. Cuatro
- Percepciones (Capítulo 3) — 2008. Sergi Vizcaíno. Aldea Producciones. Xarxa de televisions de Catalunya
- Singles (Capítulo 5, "Enamora't") — 2008. Alberto Fernández-Argüelles. Nadie es perfecto - Canal 9.
- El partido (tv-movie) — 2006. Juan Calvo. Vaca Films. Autonómicas
- Corta-t (26 capítulos) — 2005-2006. Iñaki Peñafiel. VideoMedia - Cuatro.
- Manolito Gafotas (13 capítulos) — 2004-2005. Antonio Mercero, Antonio Cuadri, Luis Oliveros. Castelao producciones - Antena 3.
- Psico-Express (26 capítulos) — 2000-2001. Joan Lluís Bozzo. Dagoll Dagom - TV3
- Temps afegit (tv-movie) — 2001. Jesús Font. Televisió de Catalunya. TV3
- Policías, en el corazón de la calle (Capítulo 10) — 2000. Guillermo Fernández Groizard - Miguel Ángel Sánchez. Globo Media. Antena3
- Cabell d'àngel (tv-movie) — 2000. Enric Folch. Oberon Cinematográfica S.A.. TV3
- La cosa nostra amb Andreu Buenafuente — 2000. Andreu Buenafuente. El Terrat. TV3
- Primera jugada (tv-movie) — 1997. Lluís María Güell. Televisió de Catalunya – Ovideo Bcn. TV3

## Premis
- HOMENAJE A LOS PROTAGONISTAS DE BARRIO Festival Joven Cine Español de Albacete 1999
- Premi a la millor interpretació masculina. Festival Internacional de Alcalá de Henares 2005 als 5 protagonistes del curtmetratge El Despropósito.
- Premi a la millor interpretació masculina. Festival Internacional d'Elx 2008 pel curtmetratge Limoncello.
- Premi FIVA a la creativitat i el talent jove. Festival Internacional de Videoclip De Alcañiz 2009.

- CAMPEONES DE ESPAÑA DE HIPHOP Y FUNKY (NO MORE PROBLEMS) Orthos - Campeonato Nacional Funk y HipHop 2000

## Discografia
- ESPAÑA-COSTA RICA – 2014. TCap Leviatan y Rapsoda. Resistencia Subersiva y Funkmama. LP
- SE BUSCA – 2014. TCap Leviatan. La T Producciones. LP
- MAL YEBRA NUNCA MUERE SESSION VOL. TRI...NI – 2014. TCap Selektah (laTenTsound). La T Producciones. Mixtape
- Ki.N.S. SOUND? MEETS ZION PRODUCTION – 2014. TCap Selektah, El Garou, El Chiky, Kano Sunsay, Zion Production. EP
- BARBARROJA RIDDIM (CONFLOWENCE RIDDIMS #02) – 2013. +Vibz Productions, La T Producciones, Tempo Al Tiempo, El Chiky, Melo Thalo Beats, Omega Style. One Riddim
- SOUND REGGAE - Ki.N.S. SOUND? – 2013. TCap Selektah, El Garou, El Chiky, Kano Sunsay. TempoAlTiempo. EP
- FAR WEST RIDDIM (CONFLOWENCE RIDDIMS #01) – 2013. +Vibz Productions, La T Producciones, Tempo Al Tiempo El Chiky, Melo Thalo Beats, Omega Style. One Riddim
- REGGAE BLOCK PARTY – 2012. TCap Selektah (LaTenTsound). La T Producciones. Mixtape
- EL MEJOR DISCO DEL AÑO - PUNTO DE ENCUENTRO – 2009. TCap Leviatan, Rapsoda, SKL69, LaMeka55. Punto y Aparte. Boa. LP
- MAL YEBRA NUNCA MUERE SESSION VOL. CHUS – 2009. TCap Selektah (laTenTsound). La T Producciones. Mixtape
- PALABRAS – 2008. TCap Leviatan. Punto y Aparte - La T Producciones. Urban Empire. LP
- MAL YEBRA NUNCA MUERE SESSION VOL. JUAN – 2006. TCap Selektah (laTenTsound). La T Producciones. Mixtape
- CURRICULUM - EL EJE – 2003. TCap, El Garou, Es.T, Mone. La T Producciones. Maqueta

## Col·laboracions, bandes sonores i recopilatoris
- Rapsoda "La Sombra De La Verdad" (2011)
- El Chiky "Algo Tiene Que Cambiar" (2010)
- Luxxxury Riddim (2009)
- Shinjiman "Bad Fyah Gyal" (2009)
- Chalice Sound "Rapggafire Vol.2" (2009)
- Spaniz Sound 6 (2009)
- Estilo Hip Hop 7 (2008)
- Enemigo Número Uno "MI GENTE" (2008)
- 124 "B.R.U.T.A.L." (2008)
- Rapsoda "El Jugador" (2008)
- Marta Angelat "El Enemigo De La Clase" (2008)
- Delgado San "Confidencias" (2007)
- Alex Calvo-Sotelo "El Mundo Al Rededor" (2006)
- Corta-T (2006)
- King Der "RiddimZone CD2" (2005)
- Miguel Angel Carcano "Interior (Noche)" (2005)
- Full Nelson "Confía en mi" (2004)
- LaMeka55 "...y yo feliz" (2004)
- Xavi Ribera "A+" (2004)
- Underground Promesas (2003)
- Estilo Hip Hop 2 (2003)
- Actitud Hip Hop (2003)
- Ernesto Caballero "La Noche Del Oso" (2003)
- Panzers " Sangre, Sudor y Lágrimas" (2003)
- Ivan Morales "Ha Llegado La Hora De Contarte Mi Secreto" (2000)